# 솔퍼드 대학교
샐포드 대학교 맨체스터(영어: The University of Salford, Manchester)는 영국 그레이터맨체스터주 시티오브솔퍼드에 있는 공립 대학이다. 어웰강변에 위치해 있으며, 1967년에 칙허장을 받고 대학 인가를 받았다.

## 역사
샐포드 대학교의 전신인 왕립 공과대학 솔퍼드(Royal Technical Institute, Salford)는 1850년에 세워진 펜들턴 기술대학(Pendleton Mechanics' Institute)과 1858년에 세워진 솔퍼드 노동자 대학(Salford Working Men's College)이 1896년에 합병되며 세워졌다. 당시 요크 공작과 요크 공작부인이었던 조지 5세와 마리아 폰 테크 공녀가 오늘날의 필 관에서 왕립 공과대학 솔퍼드의 개교 기념식을 주관했고, 그 뒤 칙허를 받아 대학 이름에 '왕립 (Royal)'을 붙일 수 있게 됐다.
왕립 공과대학 솔퍼드는 1921년에 이름을 왕립 공과 전문대학 솔퍼드(Royal Technical College, Salford)로 바꾸었다. 1956년 왕립 공과 전문대학 솔퍼드는 고급 기술대학이 되면서 왕립 고급 기술대학으로 알려지기 시작했고, 1958년에는 왕립 공과 전문대학과 필파크 공과 전문대학(Peel Park Technical College)으로 나누어졌다. 1967년 2월 10일 엘리자베스 2세가 왕립 고급 기술대학에 칙허장을 수여해 솔퍼드 대학교가 됐고, 에든버러 공작 필립이 초대 총장으로 올라 1991년까지 있었다. 에든버러 공작 필립은 총장직을 지낼 때부터 솔퍼드 대학교에 관심을 두었으며 2008년에는 솔퍼드 대학교의 음향연구소를 방문했다.
왕립 공과 전문대학에서 나누어진 필파크 공과 전문대학은 1961년에 솔퍼드 공과 전문대학(Salford Technical College)으로 이름을 바꾸었으며, 1992년에는 유니버시티 칼리지 솔퍼드(University College Salford)가 됐다. 1996년에 솔퍼드 대학교가 유니버시티 칼리지 솔퍼드를 합병해 통합 솔퍼드 대학교가 됐다.

## 교육
솔퍼드 대학교에는 인문·언론대학, 솔퍼드 경영대학원, 보건대학, 보건사회대학, 컴퓨터·과학·공학대학, 환경·생활과학대학, 건설환경대학의 7개 대학이 있다.
솔퍼드 대학교는 2018년 《타임스》의 영국 대학 순위에서 88위를 기록했고, 《가디언》의 영국 대학 순위에서는 99위를 기록했다. 2019년 타임스 고등교육 세계 대학 평가에서는 601-800위권을, QS 세계 대학 순위에서는 751-800위권을 기록했다.

## 같이 보기
- 영국의 대학 목록